# Вальс, Гоффредо
Гоффредо Вальс, или Готфрид Вальс (итал. Goffredo Wals, нем. Gottfried Wals; ок. 1595. Кёльн — 1638, Калабрия) — немецкий живописец-пейзажист, который провёл большую часть своей жизни в Италии. Романист. Иногда его называли «Гоффредо Тедеско» (итал. Goffredo Tedesco — Гоффредо Немецкий).

## Биография
О ранней жизни художника известно крайне мало, за исключением того, что он родился в Кёльне. Он странствовал по многим итальянским городам, включая Неаполь и Геную. Около 1615 года прибыл в Рим. Там он стал помощником Агостино Тасси, неуравновешенного человека, неоднократно осуждённого за насилие, который и его подвергал побоям.
Покинув Тасси, в следующем году Вальс стал сотрудничать с недавно прибывшим в Рим Массимо Станционе, а затем, с 1620 по 1622 год, его помощником был Клод Лоррен. В 1623 году Гоффредо Вальс вернулся в Геную.
Большинство его картин, небольшого, иногда круглого формата, написаны на меди. Его интерес к необычным композициям и эффектам освещения делает его произведения схожими с картинами Филиппо Наполетано, который, в свою очередь, работал под влиянием фламандских художников-пейзажистов в Италии, таких как Пауль Бриль и Адам Эльсхаймер.
Гоффредо Вальс, вероятно, скончался в Калабрии во время или вскоре после землетрясения 27 марта 1638 года, в результате которого погибло почти 10 000 человек Произведений Валса сохранилось немного. Его каталог содержит только двадцать пять безупречно атрибутированных работ. Однако известно, что в 1634 году торговец Гаспар Ромер из Неаполя владел шестьюдесятью его пейзажами и четырнадцатью рисунками.

## Галерея

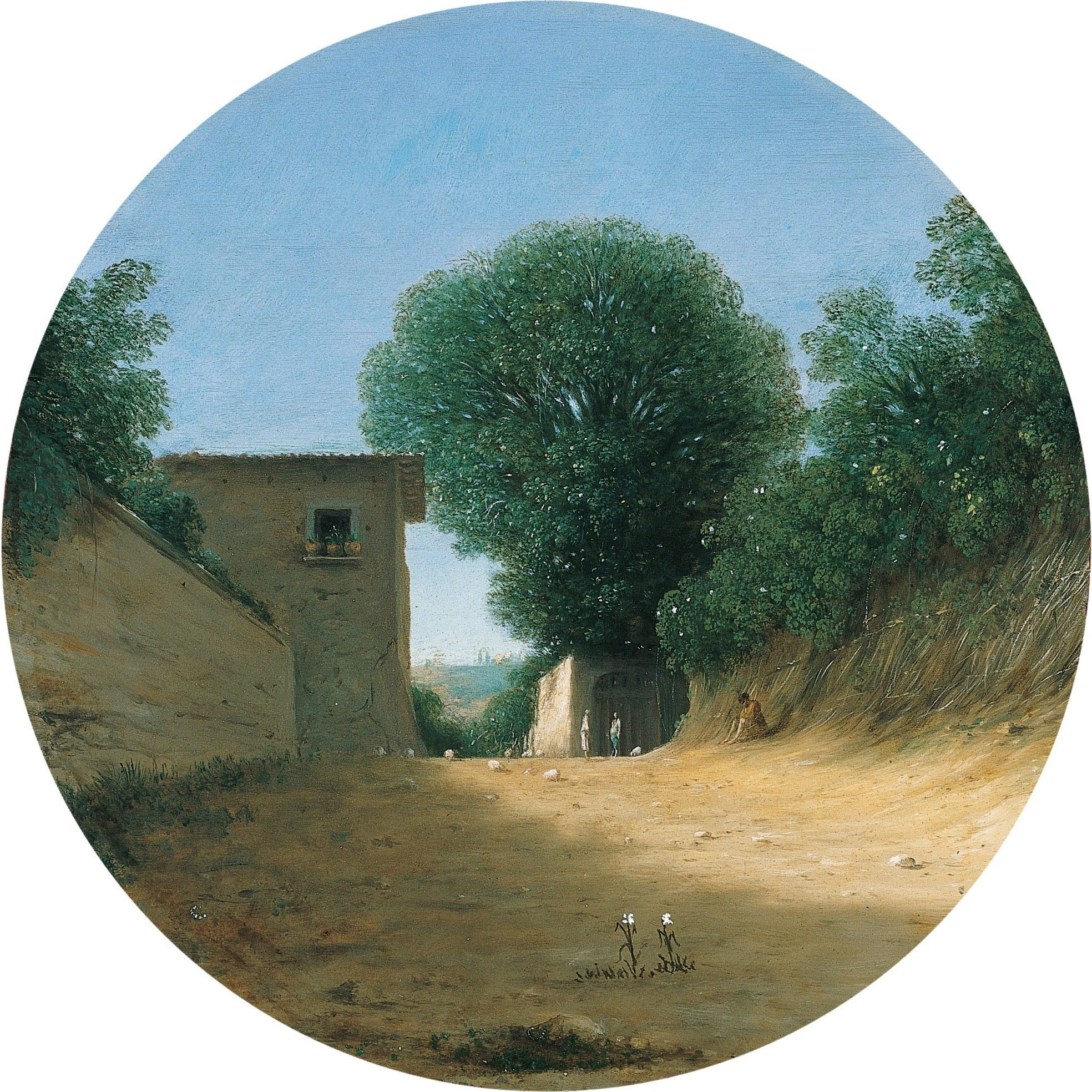
Просёлочная дорога у дома. 1620-е. Медь, масло. Музей искусств Кимбела, Техас, США
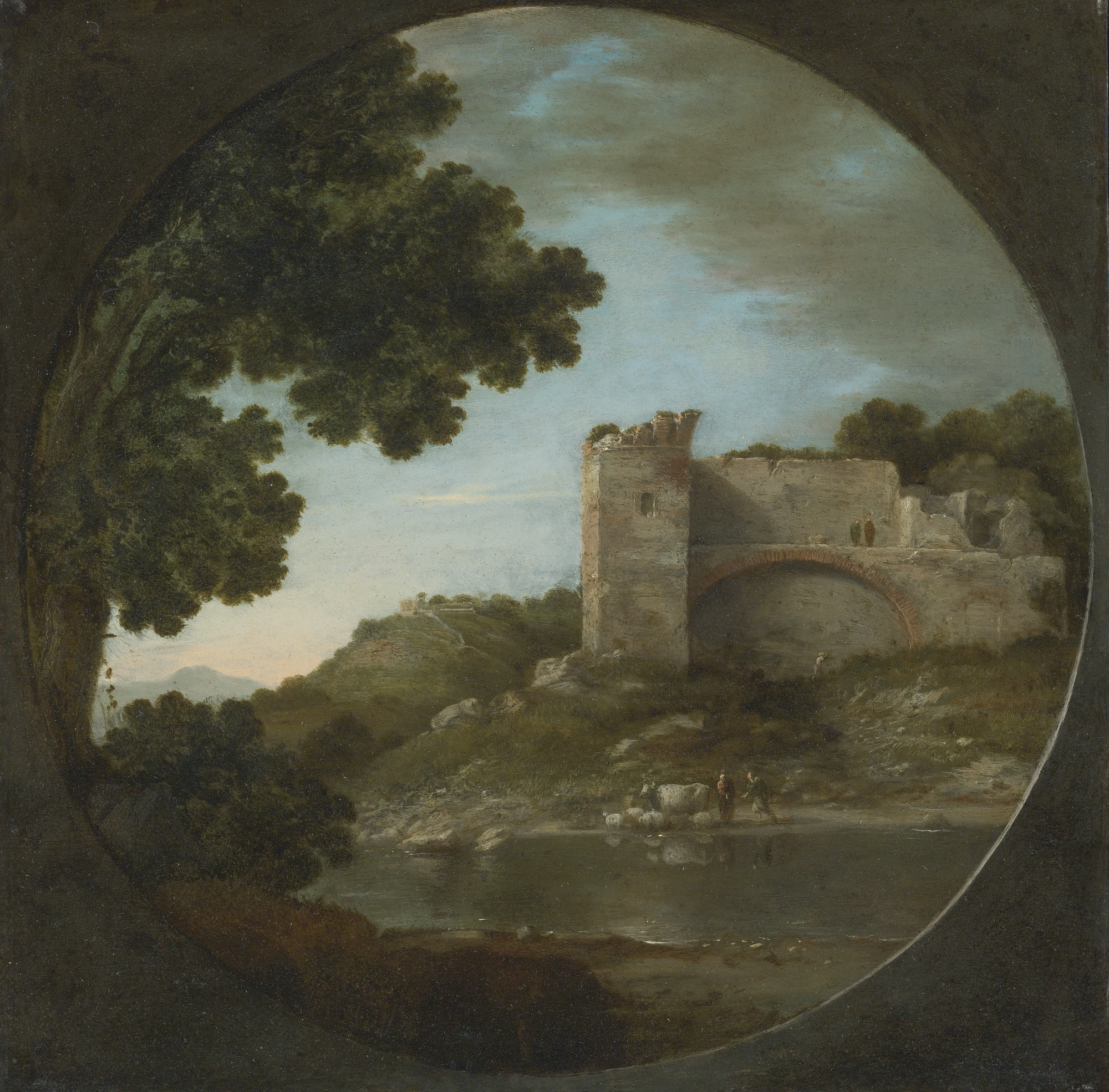
Итальянский речной пейзаж с пастухами и стадами на водопое. 1620-е. Медь, масло. Частное собрание
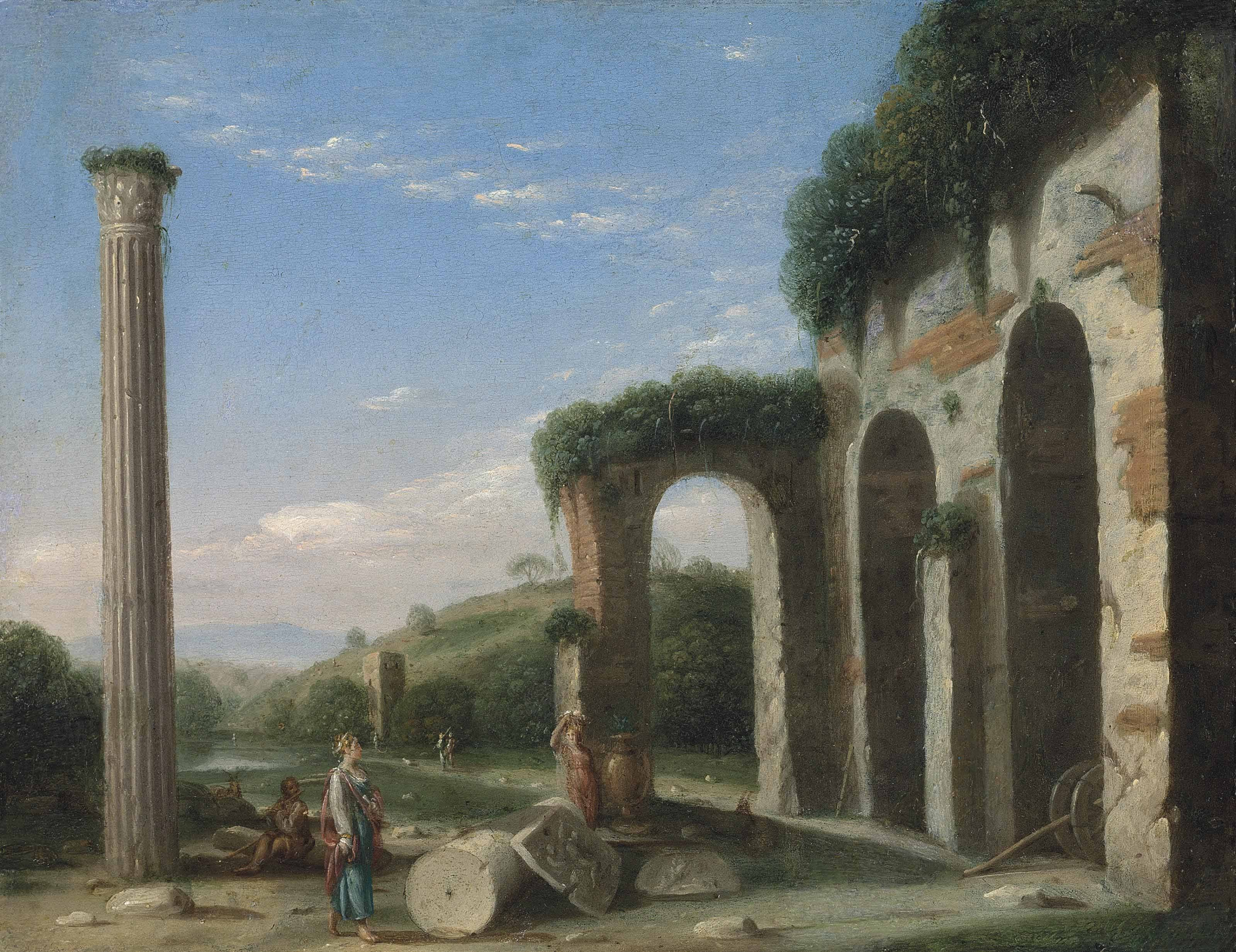
Каприччо с классическими руинами и фигурами. Медь, масло. Частное собрание
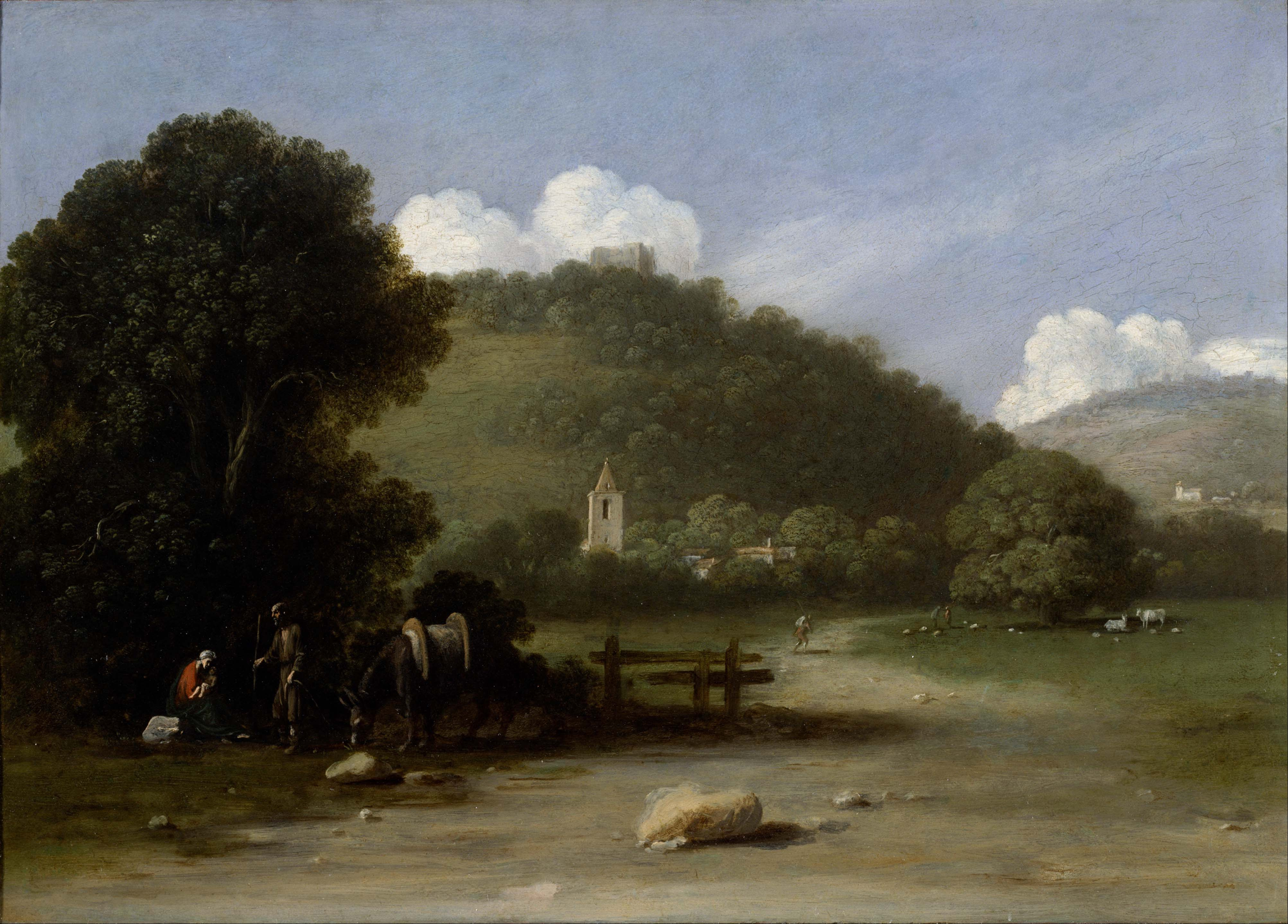
Пейзаж с отдыхом на пути в Египет. 1619. Медь, масло. Национальный музей западного искусства, Токио
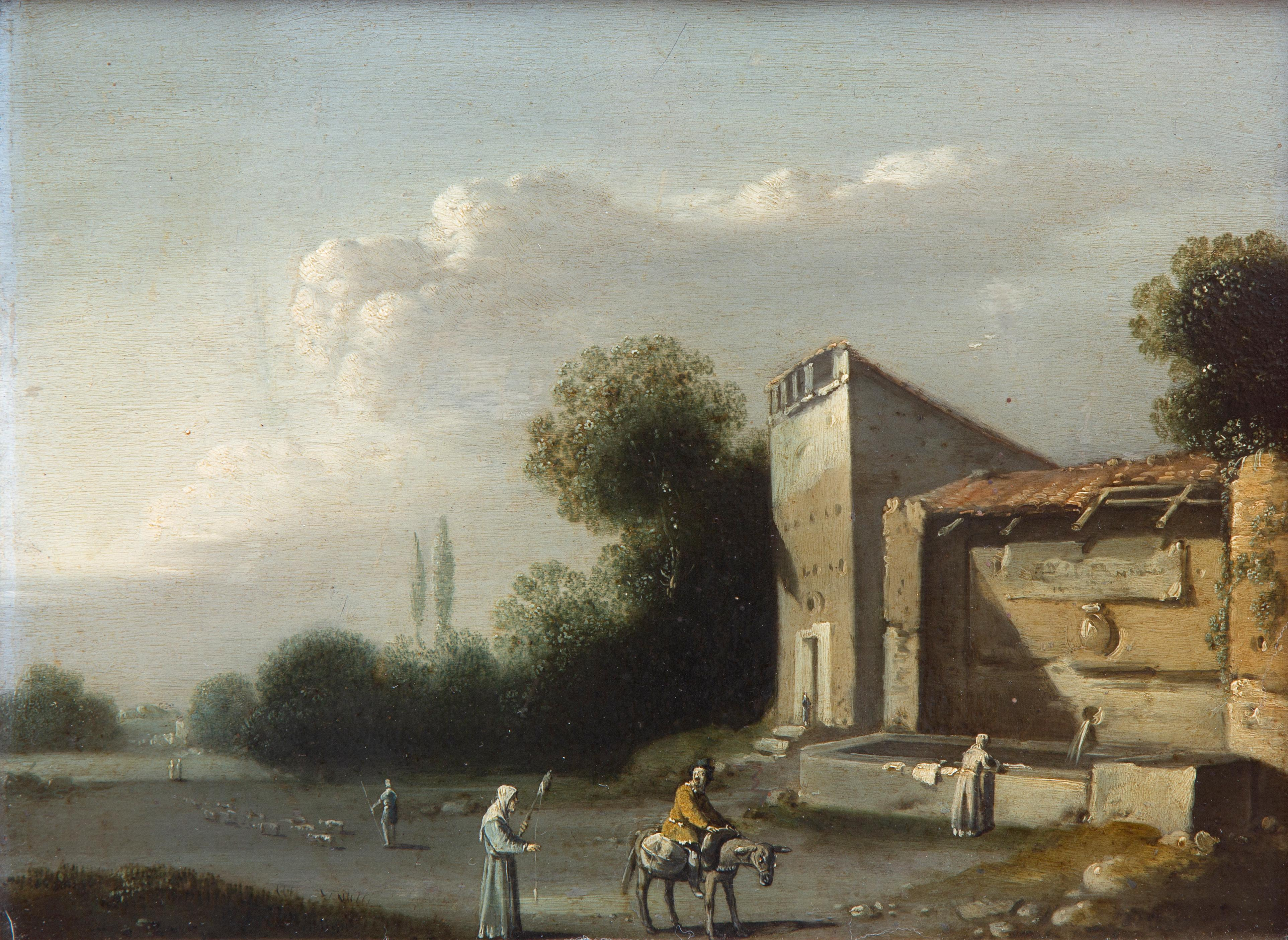
Итальянский пейзаж с наездником на осле и женщиной, стирающей белье у фонтана. Медь, масло. Частное собрание
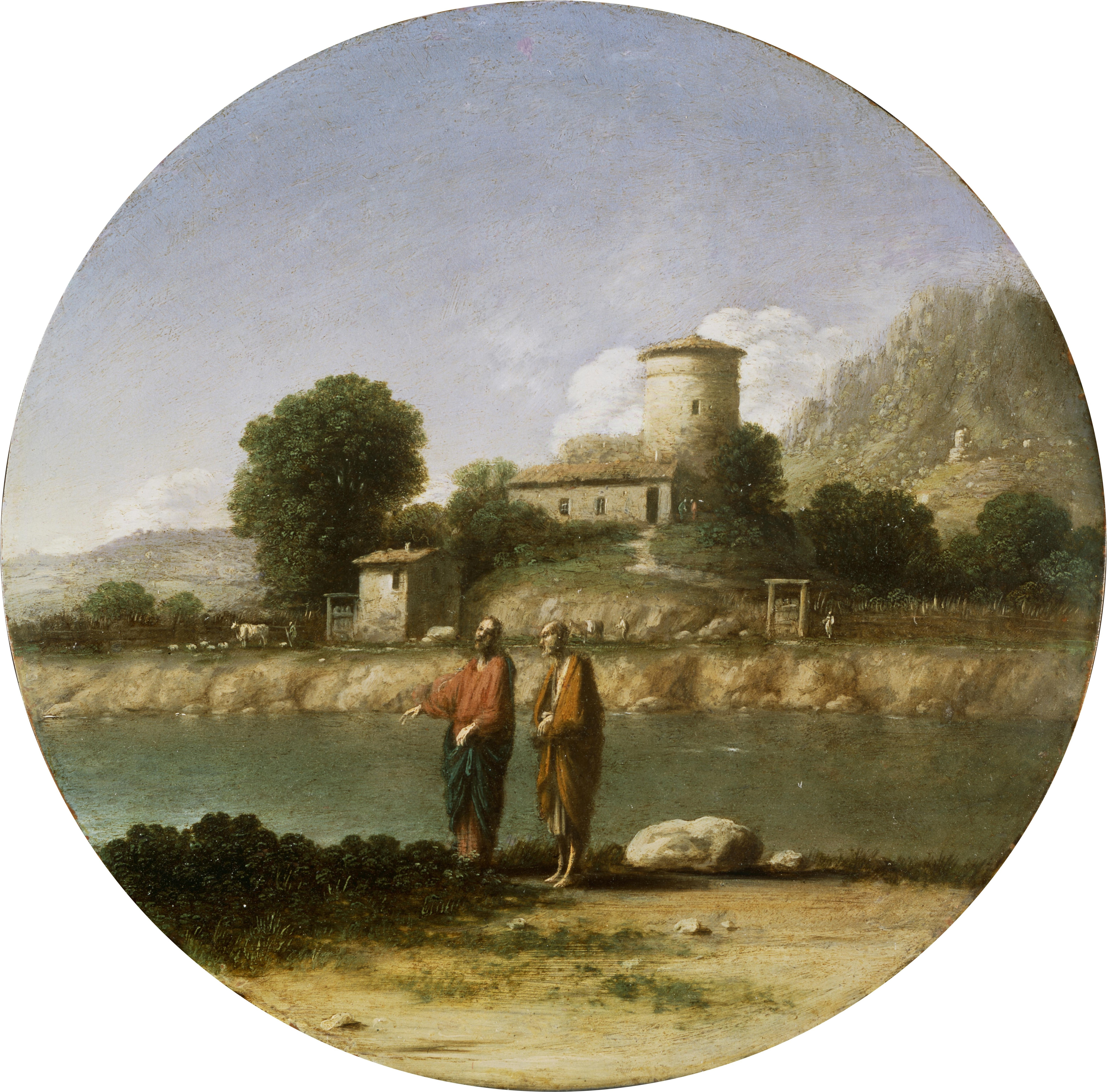
Пейзаж с Иисусом и Иоанном Крестителем. Между 1625 и 1638. Медь, масло. Национальная галерея Шотландии, Эдинбург